# Łany (powiat puławski)
Łany – wieś w Polsce położona w województwie lubelskim, w powiecie puławskim, w gminie Markuszów.
W latach 1975–1998 miejscowość należała administracyjnie do województwa lubelskiego.
Wieś stanowi sołectwo gminy Markuszów. Według Narodowego Spisu Powszechnego z roku 2011 wieś liczyła 345 mieszkańców.
W miejscowości znajduje się kościół pw. Przenajświętszego Sakramentu – siedziba parafii Kościoła Starokatolickiego Mariawitów.